# Liu Cong (Xiongnu)

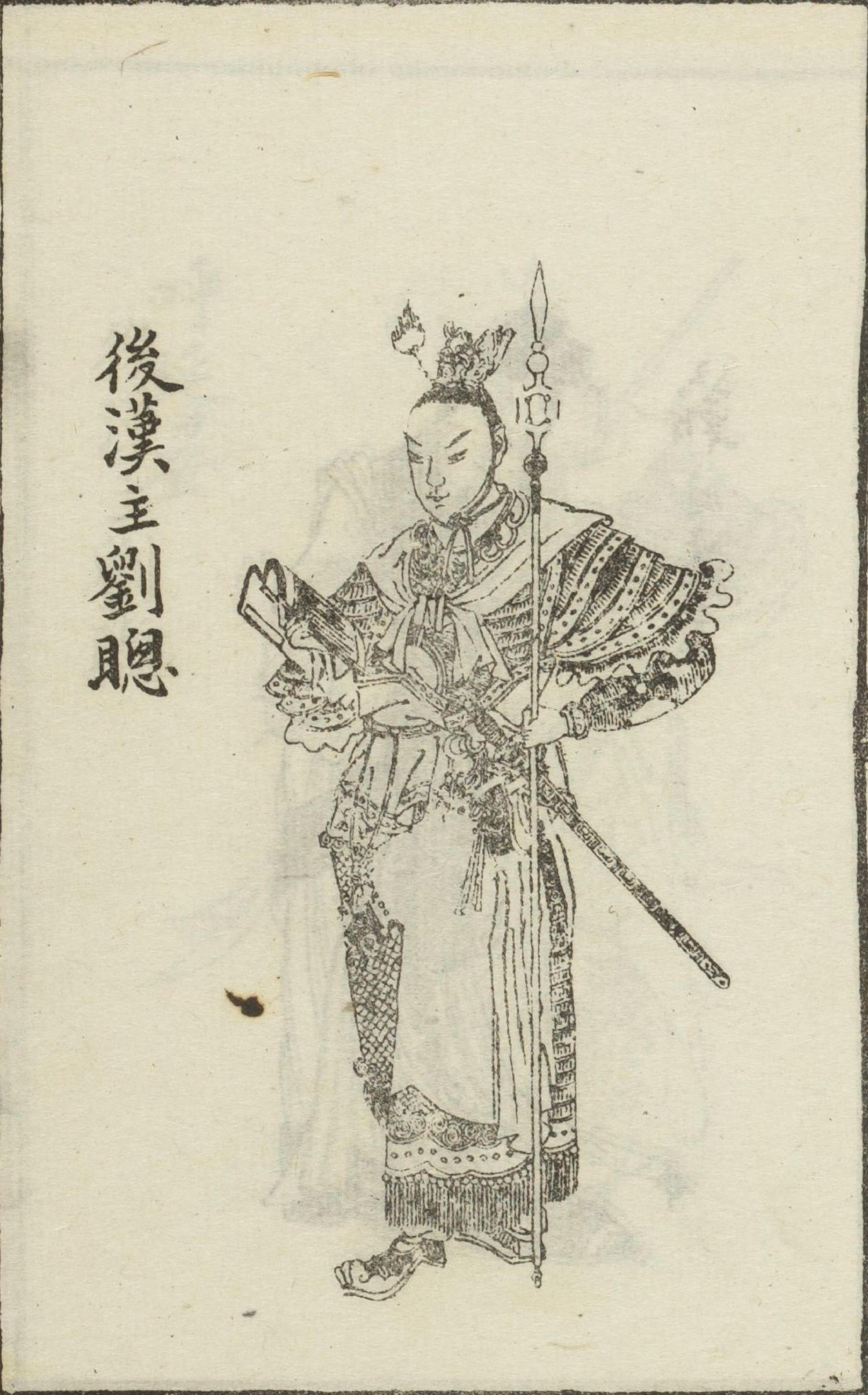
Liu Cong, fiktive Darstellung aus dem 17. Jahrhundert

Liu Cong (chinesisch 劉聰 / 刘聪, Pinyin Liú Cōng, W.-G. Liu Ts'ung; † 318) war in der Zeit von 310 bis 318 ein Herrscher der südlichen Xiongnu.
Nachdem sich Mitte des 1. Jahrhunderts n. Chr. die südlichen Xiongnu der Han-Dynastie unterworfen hatten, wurden große Teile von ihnen in Shanxi angesiedelt, wo sie militärische Schutzaufgaben übernahmen. Nach dem Untergang der Han-Dynastie im frühen 3. Jahrhundert kam es in China zu Machtkämpfen örtlicher Warlords, die die staatliche Ordnung zersplitterten. Unter der Jin-Dynastie wurde China noch einmal kurze Zeit vereint, doch die Schwäche der kaiserlichen Zentralregierung führte erneut dazu, dass sich lokale Machthaber erheben konnten (Zeit der sechzehn Reiche); darunter war auch der sinisierte Xiongnuherrscher Liu Yuan. Dieser verkündete propagandistisch eine ideelle Nachfolge der Han-Dynastie, mit der er (aufgrund der heqin-Politik der Han-Kaiser) entfernt verwandt war, erhob sich selbst im Jahr 304 zum König von Han (Han-Zhao) und rief sich 308 zum Kaiser aus. Als seine Residenz wählte er die Stadt Pingyang.
Liu Yuan starb im Jahr 310, woraufhin zunächst sein Sohn Liu Ho die Nachfolge antrat, der aber nach wenigen Tagen von seinem Bruder Liu Cong getötet wurde, der nun Kaiser der Han-Zhao wurde. Liu Cong war ebenfalls ein sinisierter Xiongnu und in der klassischen chinesischen Literatur bewandert, die er auch förderte. Gleichzeitig agierte er aber als Herrscher recht skrupellos.
Liu Cong nutzte die Schwäche der Jin-Kaiser, indem er mit seinen Truppen bereits im Jahr 311 auf die östliche Kaiserstadt Luoyang vorrückte und sie ohne größere Schwierigkeiten eroberte. Die Xiongnu nahmen sogar den Jin-Kaiser Jin Huaidi gefangen, den Liu Cong zwei Jahre später töten ließ. Es kam in diesem Zusammenhang zu Massakern und Verwüstungen. Angeblich sollen 30.000 Menschen getötet worden sein, des Weiteren wurden Tempel und Kaisergräber geplündert. Die Zerstörungen müssen erheblich gewesen sein, wie aus dem erhaltenen Brief eines sogdischen Händlers namens Nanai-Vandak hervorgeht. Dort heißt es:
„Herr, der letzte Kaiser floh, wie sie sagen aus Saragh (Luoyang) vor der Hungersnot. Seine befestigte Residenz und die feste Stadt wurden dem Feuer übergeben. Die Residenz brannte nieder, und die Stadt wurde zerstört. Seither ist Saragh nicht mehr, und Ngapa ist nicht mehr. Weiterhin wurde der Kaiser zum Gefangenen gemacht und in die Gefangenschaft der Hunnen (Xiongnu) geführt.“
Es handelt sich bei dem Fall Luoyangs um ein in der chinesischen Geschichte dramatisches Ereignis (die Gefangennahme eines Kaisers, der Verlust einer Hauptstadt sowie der Verlust an Menschenleben und Kulturgütern), was in den Quellen deutlich zum Ausdruck kommt. Es ist in diesem Sinne durchaus vergleichbar mit der Plünderung Roms (410).
Diese Taten brachten Liu Cong in der modernen Forschung den zweifelhaften Ruf ein, der „Attila Chinas“ gewesen zu sein. 316 plünderten die Xiongnu unter dem Befehl von Liu Congs General Liu Yao auch die westliche Hauptstadt Chang’an, welche bereits 311 kurzzeitig an sie gefallen war, wobei sie mit Jin Mindi einen weiteren Kaiser gefangen nahmen. Dieser wurde verschleppt, erniedrigt und bald darauf ermordet. Das Jin-Reich löste sich faktisch auf, wenngleich ein Prinz in Nanjing eine neue Regierung etablierte, die aber nur noch einen Teil des alten Jin-Reichs umfasste (östliche Jin-Dynastie).
Liu Cong hatte erhebliche Erfolge verbucht, wenngleich seine recht enge Anlehnung an die chinesische Kultur innerhalb des von ihm beherrschten Xiongnuverbunds wohl nicht nur positiv aufgenommen wurde. Er starb im Jahr 318. Die Nachfolge trat sein Sohn Liu Can an, der jedoch nach kurzer Zeit ermordet wurde. Das Han-Zhao-Reich wurde schließlich 329 von Shi Le erobert, einem anderen lokalen Machthaber und ehemaligen Vasallen der Lius und Gründer der späteren Zhao-Dynastie.